# Talpó de Townsend
El talpó de Townsend (Microtus townsendii) és una espècie de talpó que es troba al Canadà i als Estats Units.